# Body Glove
Body Glove é uma grande marca de esportes aquáticos como Surf, Stand Up, Mergulho, Wakeboard, Longboard, Bodyboard, Kitesurf, atividades ao ar livre e ligadas a natureza. Sua história tem origem na Califórnia, Estados Unidos.

## História
Foi fundada em 1953 pelos irmãos gêmeos Bill e Bob Meistrell. Os irmãos inventaram sua primeira roupa de borracha no início dos anos 50 na Califórnia. A partir daí, a Body Glove tornou-se referência mundial em roupas de neoprene, e começou a ampliar suas categorias de produtos, tornando-se uma das marcas mais conhecidas mundialmente nos segmentos de Surf (e suas derivações Sup, Bodyboard, Longboard, Kitesurf, ...), Mergulho e atualmente Wakeboard. 
Além de roupas de neoprene de alta tecnologia e performance para Surf e Mergulho, a Body Glove possui diversos produtos de vestuário, acessórios de moda e para a prática de esportes, como camisas, bermudas, jaquetas, moletons, jeans, moda praia, cuecas, meias, calçados, bonés, mochilas, óculos de sol, relógios, coletes salva-vidas (wakeboard, jetski, náutica), protetor solar, equipamentos de surf, mergulho, wakeboard e skate (pranchas de surf, skate, wakeboard, longboard, bodyboard, kneeboard, skimboard, soft surfboard, waterski, snorkel, máscara de mergulho, pé de pato, etc). 
Comercializa também outros produtos de Neoprene como capas para celular, MP4, laptops, produtos de apoio e recuperação física como joelheira, tornozeleira, bolsa de gelo, faixas térmicas de neoprene com gel, munhequeiras, etc. Possui uma linha ecológica - "ECO" - sendo a primeira marca a ter lançado uma roupa de neoprene ecológica. 
Os produtos da Body Glove são encontrados nas Américas, Europa, África, Ásia e Oceania. Algumas categorias de produtos antes encontradas somente no exterior estão gradativamente sendo lançadas no Brasil.
Em 2011, lançou a sua loja virtual.

## Mídia
A Body Glove é famosa por ter patrocinado ao longo de sua história campeonatos, eventos e grandes lendas do Surf e mais recentemente do Wakeboard. 
E também por suas propagandas em inúmeras revistas especializadas em diversos países e filmes, entre eles Crepúsculo e Faster, e os produzidos pela Body Glove Entertainment como The Drop Zone Tahiti (Surf e Mergulho) e Slick City (Wakeboard) - confira os trailers no site oficial.